# Горњи Фодровец
Горњи Фодровец је насељено место у саставу општине Свети Петар Ореховец у Копривничко-крижевачкој жупанији, Хрватска. До територијалне реорганизације у Хрватској налазио се у саставу бивше велике општине Крижевци.

## Становништво
На попису становништва 2011. године, Горњи Фодровец је имао 172 становника.

## Попис1991.
На попису становништва 1991. године, насељено место Горњи Фодровец је имало 205 становника, следећег националног састава:
| Попис 1991.‍ | Попис 1991.‍ | Попис 1991.‍ | Попис 1991.‍ | Попис 1991.‍ |
| ----------- | ----------- | ----------- | ----------- | ----------- |
|             |             |             |             |             |
| Хрвати      | Хрвати      |             | 201         | 98,04%      |
| непознато   | непознато   |             | 4           | 1,95%       |
| укупно: 205 |             |             |             |             |